# Roščino
Roščino (già Raivola fino al 1948) è una cittadina della Russia europea nordoccidentale, situata nella oblast' di Leningrado (rajon Vyborgskij).
Fino al 1948 appartenne alla Finlandia (governatorato di Vyborg), con il nome di Raivola.